# Wojska pancerne Danii (do 1940)
Wojska pancerne Danii do 1940 roku

## Historia
Pierwszym duńskim pojazdem opancerzonym był samochód pancerny HtK46, który we wrześniu 1917 roku został zbudowany na bazie samochody ciężarowego Hotchkiss M1909. Użytkowała go nie armia duńska, lecz formacja obrony terytorialnej Akademisk Skyttekorps. Nie był on jednak udanym pojazdem, gdyż wystąpiły duże problemy z jego prowadzeniem. W związku z tym w 1923 roku został wycofany ze służby. W tym czasie armia duńska używała pewną liczbę opancerzonych ciężarówek różnego typu.
W 1923 roku Duńczycy zakupili we Francji 10 transporterów Citroen-Kegresse. Rok później dokupili jeszcze 2 kolejne. Otrzymały one duńskie oznaczenie HtK 129. W 1932 roku Duńczycy zwrócili firmie Citroen dotychczasowe transportery, w zamian otrzymując 18 nowych. Stały się one pojazdami pomocniczymi w pododdziale samochodów pancernych. Pełniły służbę wojskową do 1935 r. W latach 1925–1927 były testowane w oddziałach artylerii 4 transportery Triangel, ale ostatecznie zrezygnowano z nich.
W 1928 roku armia duńska zakupiła we Włoszech pierwszy czołg w swojej historii, którym była zmodernizowana wersja francuskiego czołgu lekkiego FT-17 pod nazwą Fiat 3000, obserwowana przez delegację wojskową jeszcze w 1926 r. Przezbrojono go w 2 karabiny maszynowe Madsen. Używano go jedynie w celach szkoleniowych przy działaniach piechoty. Duński sztab generalny uznał jednak, że czołgi nie są potrzebne w armii. Dlatego już w 1929 r. Fiat 3000 przestał uczestniczyć w ćwiczeniach wojskowych. Wiadomo, że pod koniec lat 30. służył jako cel artyleryjski.
W 1930 roku w armii duńskiej rozpoczęto próby z samochodami pancernymi. Na bazie ciężarówek Ford zostały zbudowane 2 improwizowane pancerki uzbrojone w działka Madsen 20 mm. Otrzymały oznaczenia FP-1 i FP-2. Następnie były kilkakrotnie przebudowywane. Duńczycy w ten sposób próbowali zbadać koncepcję wprowadzenia na użytek wojskowy w momencie wybuchu wojny cywilnych samochodów ciężarowych, które byłyby doraźnie opancerzane i uzbrajane. Jednakże po pewnych czasie plany te zostały zarzucone. Obie pancerki przetrwały w armii do 1940 r.
W 1931 roku Duńczycy wybudowali 6 transporterów Triangel-Kornbech z trakcją gąsienicową udoskonaloną przez inż. E.R. Kornbecha. Służyły one do transportowania ciężkich dział. Na początku lat 30. w Danii testowano 6 tankietek produkcji brytyjskiej Vickers Carden Loyd Mark VI, oznaczone jako FP-4. Zrezygnowano jednak z zakupu dalszych tankietek i zwrócono 4 dotychczasowe, zaś 2 pozostałe, przezbrojone w karabiny maszynowe Madsen, pełniły służbę w armii duńskiej do 1937 r.
W 1934 roku zakupiono w Szwecji 1 samochód pancerny Landswerk L-185, który otrzymał działko Madsen 20 mm. Oznaczono go jako FP-6. Przez kilka lat używano go do celów testowych, dopóki w 1937 r. nie wycofano ze służby z powodu awarii silnika. Zachęcające próby doprowadziły do zakupu w 1936 r. kolejnych 2 szwedzkich pancerek Landwerk L-181 ze zmodernizowaną niemiecką trakcją gąsienicową Büssing-NAG. Otrzymały one oznaczenie PV M 36. Ich osiągi były satysfakcjonujące, ale okazały się za drogie w eksploatacji. Dlatego na próby ściągnięto w 1937 r. z Wielkiej Brytanii mniejszy samochód pancerny Alvis-Straussler A.C. III. Porównywano go z pancerką Landswerk Lynx. Duńczycy wybrali ostatecznie szwedzki pojazd, zamawiając 3 pancerki. Dostarczono je pod koniec 1939 r. Na pocz. 1940 r. zamówiono kolejnych 15 samochodów pancernych Landswerk Lynx. Miały trafić do szwadronów samochodów pancernych w Jutlandzkim Pułku Dragonów w Randers i Pułku Huzarów Gwardii w Naestved, ale przed atakiem wojsk niemieckich na Danię 9 kwietnia 1940 r. nie zdążono ich dostarczyć.
Duńskie pancerki nie wzięły udziału w walkach z wkraczającymi do Danii oddziałami niemieckimi. Do 23 sierpnia 1943 r., kiedy armia duńska została rozwiązana przez Niemców, były przechowywane w magazynach. Po tej dacie najprawdopodobniej przejął je Wehrmacht, używając następnie na froncie wschodnim do celów antypartyzanckich i patrolowych, bądź w okupowanej Norwegii.